# Рауль Аваре
Рауль Баласахеб Аваре (англ. Rahul Balasaheb Aware; нар. 2 листопада 1991) — індійський борець вільного стилю, бронзовий призер чемпіонату світу, триразовий бронзовий призер чемпіонатів Азії, чемпіон та срібний призер чемпіонатів Співдружності, чемпіон Ігор Співдружності.

## Життєпис
У 2009 році став срібним призером чемпіонату світу серед юніорів.
У 2020 році за спортивні досягнення був нагороджений премією «Арджуна».

## Спортивні результати на міжнародних змаганнях

### Виступи на Чемпіонатах світу
| Змагання                        | Збірна | Вагова категорія          | Місце  |
| ------------------------------- | ------ | ------------------------- | ------ |
| Чемпіонат світу з боротьби 2011 | Індія  | вільна боротьба, до 55 кг | 25     |
| Чемпіонат світу з боротьби 2014 | Індія  | вільна боротьба, до 57 кг | 11     |
| Чемпіонат світу з боротьби 2019 | Індія  | вільна боротьба, до 61 кг | Бронза |

### Виступи на Чемпіонатах Азії
| Змагання                       | Збірна | Вагова категорія          | Місце  |
| ------------------------------ | ------ | ------------------------- | ------ |
| Чемпіонат Азії з боротьби 2009 | Індія  | вільна боротьба, до 55 кг | 5      |
| Чемпіонат Азії з боротьби 2010 | Індія  | вільна боротьба, до 55 кг | 9      |
| Чемпіонат Азії з боротьби 2011 | Індія  | вільна боротьба, до 55 кг | Бронза |
| Чемпіонат Азії з боротьби 2015 | Індія  | вільна боротьба, до 57 кг | 7      |
| Чемпіонат Азії з боротьби 2016 | Індія  | вільна боротьба, до 61 кг | 7      |
| Чемпіонат Азії з боротьби 2018 | Індія  | вільна боротьба, до 57 кг | 9      |
| Чемпіонат Азії з боротьби 2019 | Індія  | вільна боротьба, до 61 кг | Бронза |
| Чемпіонат Азії з боротьби 2020 | Індія  | вільна боротьба, до 61 кг | Бронза |

### Виступи на Кубках світу
| Змагання                    | Збірна | Вагова категорія          | Місце |
| --------------------------- | ------ | ------------------------- | ----- |
| Кубок світу з боротьби 2020 | Індія  | вільна боротьба, до 61 кг | 8     |

### Виступи на Чемпіонатах Співдружності
| Змагання                                | Збірна | Вагова категорія          | Місце  |
| --------------------------------------- | ------ | ------------------------- | ------ |
| Чемпіонат Співдружності з боротьби 2011 | Індія  | вільна боротьба, до 55 кг | Золото |
| Чемпіонат Співдружності з боротьби 2017 | Індія  | вільна боротьба, до 61 кг | Срібло |

### Виступи на Іграх Співдружності
| Змагання                | Збірна | Вагова категорія          | Місце  |
| ----------------------- | ------ | ------------------------- | ------ |
| Ігри Співдружності 2018 | Індія  | вільна боротьба, до 57 кг | Золото |

### Виступи на інших змаганнях
| Змагання                                                     | Збірна | Вагова категорія          | Місце  |
| ------------------------------------------------------------ | ------ | ------------------------- | ------ |
| Золотий Гран-прі з боротьби 2010 (Тбілісі)                   | Індія  | вільна боротьба, до 55 кг | Бронза |
| Міжнародний меморіал Дейва Шульца 2012                       | Індія  | вільна боротьба, до 60 кг | Срібло |
| Pro Wrestling League 2015                                    | Індія  | команда                   | Золото |
| Олімпійський кваліфікаційний турнір з боротьби 2016 (Астана) | Індія  | вільна боротьба, до 57 кг | Бронза |
| Pro Wrestling League 2017                                    | Індія  | команда                   | Бронза |
| Pro Wrestling League 2019                                    | Індія  | команда                   | Бронза |
| Турнір міста Сассарі з боротьби 2019                         | Індія  | вільна боротьба, до 61 кг | 4      |
| Турнір Яшара Догу 2019                                       | Індія  | вільна боротьба, до 61 кг | Золото |

### Виступи на змаганнях молодших вікових груп
| Змагання                                      | Збірна | Вагова категорія          | Місце  |
| --------------------------------------------- | ------ | ------------------------- | ------ |
| Чемпіонат світу з боротьби серед юніорів 2009 | Індія  | вільна боротьба, до 55 кг | Срібло |